# Nguyễn Thúc Thùy Tiên
Nguyễn Thúc Thùy Tiên est née le 12 août 1998 à Hô Chi Minh-Ville, est un mannequin vietnamien. Elle a remporté le titre de Miss Grand International 2021 à Bangkok, en Thaïlande.

## Parcours miss
- Top 5 de Miss Viêt Nam 2018[1]
- Miss International Viêt Nam 2018[2]
- Miss Grand Viêt Nam 2021[3]
- Miss Grand International 2021[4],[5]